# Gavilea cardioglossa
Gavilea cardioglossa är en orkidéart som först beskrevs av Karl Friedrich Carlos Federico Reiche, och fick sitt nu gällande namn av Clodomiro Fidel Segundo Marticorena. Gavilea cardioglossa ingår i släktet Gavilea och familjen orkidéer. Inga underarter finns listade i Catalogue of Life.